# 道化師様魚鱗癬
道化師様魚鱗癬（どうけしようぎょりんせん、英語：Harlequin-type ichthyosis）は、出生時にほぼ全身の皮膚が肥厚する遺伝性疾患である。皮膚は、深い亀裂によって分離され、大きなダイヤモンド/台形/長方形のプレートを形成する。これらはまぶた、鼻、口、耳の形に影響を与え、腕と脚の動きを制限する。胸の動きが制限される場合、呼吸困難につながる可能性がある。これらのプレートは数週間で剥がれ落ちる。その他の合併症には、早産児、感染症、体温の問題、脱水症などがあげられる 。この疾患は、うろこ状の皮膚を特徴とする遺伝性疾患の最も重篤な形態の魚鱗癬に分類される。
道化師様魚鱗癬は、 ABCA12遺伝子の変異によって引き起こされる。この遺伝子は、皮膚の最外層の細胞から脂質を輸送するために必要なタンパク質をコードしている。この障害は常染色体劣性であり、保因者である親から受け継がれる。診断は多くの場合、出生時の外観に基づいており、遺伝子検査によって確定される。出産前に、羊水穿刺または超音波検査により診断をサポートする場合がある。
この疾患の治療法はない。一般的に産まれて早い段階から一定の対症療法が必要とされる。対処には、保湿クリーム、抗生物質、エトレチナートまたはレチノイドがあげられる。罹患者の約半数が生後数か月以内に死亡するがしかし、レチノイド治療は生存の可能性を高める可能性がある。生後1年を生き延びた子供は、皮膚の赤み、関節拘縮、成長の遅れなどの長期的な問題を抱えていることがよくある。この状態は、30万人に1人の出生に影響を及ぼす。道化師様魚鱗癬が最初に記録されたのは1750年のアメリカでオリバーハート牧師が書いた日記である。